# Federigo Tozzi
Federigo Tozzi (Siena, 1883 — Roma, 1920) va ser un escriptor i periodista italià.
Les seves novel·les desprenen un estil àrid i hostil, en un rebuig conscient de la novel·la com a gènere literari. Els seus personatges expressen una marcada apatia i incapacitat de viure. Va escriure Il podere (1921) i Tre croci (1920). Va ser molt apreciat per contemporanis com Luigi Pirandello. Italo Calvino el va descriure com un dels escriptors italians més importants del seu temps.

## Obres
- Bestie (1917)
- Con gli occhi chiusi (1919)
- Tre croci (1920)
- Il podere (1921)
- Gli egoisti (1923)
- Ricordi di un impiegato (1927)
- Novelle
- Bestie, cose, persone